# Група 7
«Група 7» — кінофільм режисера Альберто Родрігеса, що вийшов на екрани у 2011 році.

## Зміст
1987 рік. Група 7 - це спеціальний загін поліції, який створювали в надії швидко, жорстоко і ефективно знизити рівень вуличної злочинності. Члени цієї команди самі частенько відхиляються від інструкції і букви закону заради результату. Але копи теж люди, а крім негараздів на роботі в їх житті є місце і для особистих почуттів.

## Ролі
| Актор                   | Роль |
| ----------------------- | ---- |
| Антоніо де ла Торре     | -    |
| Маріо Касас             | -    |
| Хоакін Нуньєс           | -    |
| Інма Куеста             | -    |
| Естефанія Де Лос Сантос | -    |
| Альфонсо Санчес         | -    |
| Карлос Олалья           | -    |
| Лусія Герерро           | -    |
| Хуліан Вільягран        | -    |
| Інмакулада Алькантара   | -    |

## Знімальна група
- Режисер — Альберто Родрігес
- Сценарист — Рафаель Кобос, Альберто Родрігес
- Продюсер — Хервасіо Іглесіас, Хосе Рафаель Санчес-Монте, Хосе Антоніо Фелес
- Композитор — Хуліо де ла Роса